# الدرب (صعدة)
الدرب هي إحدى قرى الجمهورية اليمنية. وهي تتبع جغرافيًا لمحافظة صعدة. وإداريًا لمديرية قطابر. يبلغ تعداد سكانها 1139 نسمة حسب الإحصاء الذي جرى عام 2004.